# برج النمره
برج النمره (به عربی: برج النمرة) یک روستا در سوریه است که در ناحیه الدانا واقع شده‌است. برج النمره ۶۵۶ نفر جمعیت دارد.